# Ratpenat frugívor de Lucas
El ratpenat frugívor de Lucas (Penthetor lucasi) és una espècie de ratpenat de la família dels pteropòdids. Viu a Brunei, Indonèsia i Malàisia. El seu hàbitat natural són les coves situades en boscos primaris i secundaris, de plana o de pujols. Està lleugerament amenaçat per la destrucció d'hàbitat.